# Kanton Void-Vacon
Der Kanton Void-Vacon war von 1790 bis 2015 ein französischer Kanton im Arrondissement Commercy, im Département Meuse und in der Region Lothringen; sein Hauptort war Void-Vacon.

## Gemeinden
Der Kanton bestand aus 18 Gemeinden:
| Gemeinde             | Einwohner Jahr | Fläche km² | Bevölkerungsdichte | Code INSEE | Postleitzahl |
| -------------------- | -------------- | ---------- | ------------------ | ---------- | ------------ |
| Bovée-sur-Barboure   | 153 (2013)     | 13,37      | 11 Einw./km²       | 55066      | 55190        |
| Boviolles            | 102 (2013)     | 8,13       | 13 Einw./km²       | 55067      | 55500        |
| Broussey-en-Blois    | 55 (2013)      | 11,04      | 5 Einw./km²        | 55084      | 55190        |
| Laneuville-au-Rupt   | 193 (2013)     | 13,23      | 15 Einw./km²       | 55278      | 55190        |
| Marson-sur-Barboure  | 52 (2013)      | 5,90       | 9 Einw./km²        | 55322      | 55190        |
| Méligny-le-Grand     | 104 (2013)     | 11,52      | 9 Einw./km²        | 55330      | 55190        |
| Méligny-le-Petit     | 88 (2013)      | 8,39       | 10 Einw./km²       | 55331      | 55190        |
| Ménil-la-Horgne      | 173 (2013)     | 16,56      | 10 Einw./km²       | 55334      | 55190        |
| Naives-en-Blois      | 171 (2013)     | 15,70      | 11 Einw./km²       | 55368      | 55190        |
| Ourches-sur-Meuse    | 200 (2013)     | 10,35      | 19 Einw./km²       | 55396      | 55190        |
| Pagny-sur-Meuse      | 1.031 (2013)   | 18,81      | 55 Einw./km²       | 55398      | 55190        |
| Reffroy              | 65 (2013)      | 9,41       | 7 Einw./km²        | 55421      | 55190        |
| Saulvaux             | 114 (2013)     | 22,42      | 5 Einw./km²        | 55472      | 55500        |
| Sauvoy               | 64 (2013)      | 7,82       | 8 Einw./km²        | 55475      | 55190        |
| Sorcy-Saint-Martin   | 1.068 (2013)   | 21,72      | 49 Einw./km²       | 55496      | 55190        |
| Troussey             | 425 (2013)     | 17,23      | 25 Einw./km²       | 55520      | 55190        |
| Villeroy-sur-Méholle | 34 (2013)      | 6,47       | 5 Einw./km²        | 55559      | 55190        |
| Void-Vacon           | 1.646 (2013)   | 35,58      | 46 Einw./km²       | 55573      | 55190        |

## Bevölkerungsentwicklung
| 1962  | 1968  | 1975  | 1982  | 1990  | 1999  | 2006  | 2012  |
| ----- | ----- | ----- | ----- | ----- | ----- | ----- | ----- |
| 5.774 | 5.461 | 4.791 | 4.777 | 5.032 | 5.046 | 5.455 | 5.711 |